# Monacon tasmaniense
Monacon tasmaniense är en stekelart som beskrevs av Boucek 1988. Monacon tasmaniense ingår i släktet Monacon och familjen gropglanssteklar. Inga underarter finns listade i Catalogue of Life.